# Bulimi
 Der er for få eller ingen kildehenvisninger i denne artikel, hvilket er et problem. Du kan hjælpe ved at angive troværdige kilder til de påstande, som fremføres i artiklen.

Bulimi (latin bulimia nervosa) er en spiseforstyrrelse, der kommer til udtryk gennem en sygelig optagethed af mad og af at få maden ud af kroppen gennem f.eks. overdreven motion, faste, afføringsmidler eller opkastning.
Det er ofte piger og kvinder i alderen 15-45 år, der lider af bulimi.

## Tegn på bulimi
Personer, der lider af bulimi, har perioder med overspisning og såkaldt genopretning af kontrollen ved at "få maden væk igen", der opleves som en renselse af skam og dårlig samvittighed.
Sygdommen kommer ofte til udtryk i stressede perioder, og personer med bulimi kan have lange perioder med normal spisning, ligesom lidelsen i perioder kan minde mere om anoreksi eller ortoreksi.
Ofte er personer med bulimi normalvægtige, men med en frygt for overvægt.

## Sygdom som følge af lidelsen
Bulimi er en usynlig lidelse, men der kan dog komme tegn såsom svækkelse af negle, dårlig hud og tab af hår pga. manglende mineraler og vitaminer, og der kan komme tandskader pga. mavesyre fra opkast. Nogle personer vil også opleve dårlige fordøjelse pga. misbrug af afføringsmedicin.
I værste fald kan tabet af væske, mineraler, vitaminer og salte (særligt kalium) medfører en række livsfarlige sygdomme, herunder kramper, forgiftninger og hjertestop.
I tilfælde med misbrug af magnesia, kan der opstå magnesium forgiftning, der kan give nyresvigt eller nervebetændelse.

## Hvorfor får nogle lidelsen?
Ligesom med andre psykiske lidelser, kan der være en række årsager, men intet endegyldigt svar. Personlige, sociale, psykiske, kulturelle, biologiske og genetiske faktorer kan spille ind. Nogle anorektiske personer oplever at deres lidelse udvikler sig til bulimi, men det udvikler sig sjældent modsat.
Personer med bulimi har lavt selvværd og perioderne med overspisning og udrensning er ofte forbundet med stor skam og ensomhed. Overspisningen giver en lettelse, mens skam og selvbebrejdelse følger som reaktion på tabet af kontrollen. Efter udrensningen vil der opleves ro og følelsesløshed.
Overspisningsepisoderne og udrensningen kan ses som en måde at undertrykke og kontrollere svære følelser og tanker på. Som regel er personer med bulimi normalvægtige, hvilket gør lidelsen lettere at skjule for omverdenen end fx anoreksi eller overspisning.
Det vurderes at 50 % af personer med bulimi bliver raske på et tidspunkt, og 25 % får det bedre og lærer at leve med lidelsen.

## Behandling
Ofte behandles lidelsen med psykologhjælp/psykoterapi og/eller medicin. Ofte hjælper en kombination af disse, og det tilrådes at modtage kostvejledning og føre dagbog over mad, motion og "renselsesritualerne".
I nogle tilfælde er indlæggelse nødvendig, særligt ved misbrug af medicin, selvmordtruende adfærd eller ved stærk underernæring og dehydrering grundet overdreven opkast, vanddrivende medicin og afføringsmidler.